# 裂殖酵母属
裂殖酵母属（学名：Schizosaccharomyces）是子囊菌門裂殖酵母綱的一個屬，本屬真菌為酵母菌，类似釀酒酵母，但不论基因的组织、结构及基因的表达调控等方面，还是细胞周期、rRNA的生物合成都和酵母菌并不相同，在某些方面裂殖酵母纲的真菌甚至和高等动物有一定的相似性，本属真菌从不进行有性繁殖，都是以无性分裂方式繁殖。
本纲研究得最多的物種是粟酒裂殖酵母（S. pombe）。目前已經描述了四種裂殖酵母（S. pombe，S. japonicus，S. octosporus和S. cryophilus）。

## 下属物种
- Schizosaccharomyces cryophilus Helston, J.A. Box, Wen Tang & Peter Baumann
- 日本裂殖酵母 Schizosaccharomyces japonicus
- 柬埔寨裂殖酵母 Schizosaccharomyces kambucha
- Schizosaccharomyces malidevorans Rankine & Forn.
- 八孢裂殖酵母 Schizosaccharomyces octosporus Beij.
- 粟酒裂殖酵母 Schizosaccharomyces pombe Lindner